# Alborz

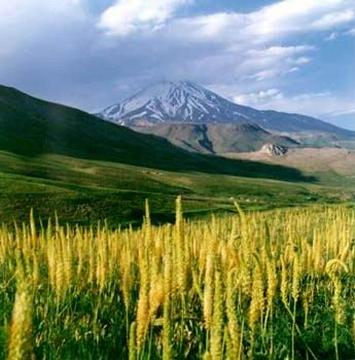
Núi Damavand, ngọn núi cao nhất Iran, nằm trong dãy núi Alborz.

Alborz (ngheⓘ tiếng Ba Tư: البرز), còn được viết như là Alburz hay Elburz, là một dãy núi ở miền bắc Iran, kéo dài từ biên giới với Armenia theo hướng tây bắc-đông nam, ở phía nam biển Caspi (biển Mazandaran) rồi chạy theo hướng tây-đông tới giáp khu vực biên giới với Turkmenistan và Afghanistan. Núi Damavand, ngọn núi cao nhất khu vực Trung Đông, nằm trong dãy núi này.
Dãy núi Alborz tạo thành một chướng ngại vật giữa miền nam biển Caspi và cao nguyên Qazvin-Tehran. Nó rộng khoảng 60–130 km, tùy theo từng vị trí, và bao gồm các chuỗi trầm tích có niên đại từ Thượng Devon tới Oligocen, chủ yếu là đá vôi thuộc kỷ Jura trên một lõi đá granit. Các khu vực có cao độ lớn của nó, như trong khu vực sinh thái rừng thảo nguyên dãy núi Elburz, là khô cằn với rất ít cây thân gỗ, nhưng tại các sườn núi phía bắc, trong khu vực sinh thái rừng hỗn hợp Hyrcani Caspi, thì lại tươi tốt và nhiều rừng che phủ.
Những người theo đạo Zoroaster có thể đồng nhất dãy núi này với nơi sinh sống của Peshyotanu, và giáo phái Ilm-e-Kshnoom của đạo Zoroaster đồng nhất núi Davamand như là quê hương của Saheb-e-Dilan ('Các chủ nhân của Trái tim'). Trong thiên sử thi Shahnameh của mình, nhà thơ Ferdowsi (Hakīm Abū l-Qāsim Firdawsī Tūsī, حکیم ابوالقاسم فردوسی توسی) nói về dãy núi này "như thể nó nằm ở Ấn Độ". Điều này có thể phản ánh việc sử dụng cổ đại, đối với một loạt các đỉnh núi cao đã được đặt tên gọi này và thậm chí ngày nay một số vẫn còn phản ánh tên gọi đó. Ví dụ, núi Elbrus trong dãy núi Kavkaz hay núi Elbariz (Albariz) trong khu vực Kirman phía trên eo biển Hormuz. Gần đây hơn cả, trong thế kỷ 19, một đỉnh núi trong rặng xa nhất về phía bắc của hệ thống sơn mạch Hindu Kush, ngay phía nam Balkh, đã được các bản đồ quân sự của người Anh ghi là Mount Elburz (núi Elbruz). Tất cả các tên gọi này phản ánh cùng một từ ghép trong tiếng Iran và chia sẻ cũng như đồng nhất hóa như là ngọn núi truyền thuyết Harā Bərəzaitī của Avesta.
Do mùa đông có nhiều tuyết rơi nên ở đây có một vài khu nghỉ mát kèm trượt tuyết trên núi, một số trong chúng được coi như là một trong các nhà nghỉ mát kiểu này loại tốt nhất thế giới. Một số khu quan trọng là Dizin, Shemshak, Tochal và Darbandsar.

## Từ nguyên học
Tên gọi Elbrus là sự hoán đổi tự vị âm thanh có nguồn gốc từ Alborz. Tên gọi Alborz lại xuất phát từ tên gọi của Harā Bərəzaitī, một ngọn núi truyền thuyết trong Avesta. Harā Bərəzaitī phản ánh *Harā Bṛzatī trong ngôn ngữ Tiền-Iran. *Bṛzatī là dạng giống cái của tính từ *bṛzant- "cao", tổ tiên của Boland (بلند) và Barz/Berazandeh trong tiếng Ba Tư hiện đại. Harā có thể được diễn giải như là "theo dõi" hay "bảo vệ", từ gốc từ Ấn-Âu *ser- "bảo vệ". Trong ngôn ngữ Trung Iran, Harā Bərəzaitī trở thành Harborz, tiếng Ba Tư hiện đại Alborz, và nó là cùng nguồn gốc với Elbrus.

## Quần động thực vật
Trên sườn phía bắc của dãy núi Alborz chủ yếu là các cánh rừng bạch dương nguyên sinh với loài chủ yếu là bạch dương phương đông (Fagus orientalis) và các loài cây lá sớm rụng khác, như loài đặc hữu Iran là kim lũ mai Ba Tư (Parrotia persica) ở vùng phía đông của khu vực có các loài bạch dương. Quần động vật ăn thịt có gấu nâu (Ursus arctos), chó sói xám (Canis lupus), linh miêu Á-Âu (Lynx lynx), linh miêu tai đen (Caracal caracal), cáo (Vulpes spp.), chó rừng vàng (Canis aureus), mèo rừng (Felix silvestris) và báo hoa mai (Panthera pardus). Khu vực này có khoảng 30 loài đại bàng (Accipitridae), ưng (Falco spp.), kền kền (Aegypiinae) và ó buteo (Buteo spp.). Các loài động vật ăn cỏ có hoẵng châu Âu (Capreolus capreolus), nai anxet Altai (Cervus canadensis sibiricus), hươu đỏ (Cervus elaphus), hươu hoang (Dama dama), dê núi Siberia (Capra sibirica), sơn dương Chamois (Rupicapra rupicapra), cừu hoang (Ovis orientalis) và lợn rừng (Sus scrofa).

## Các ngọn núi và các điểm thu hút du khách
- Núi Damavand
- Tochal
- Tangeh Savashi
- Alam Kuh
- Alamut
- Dizin

## Bản đồ khu vực giữa dãy núi
| Bản đồ khu vực trung tâm của dãy núi Alborz | Núi:          | 1 `Alam Kūh |
|                                             | 2 Āzād Kūh    | 3 Damāvand  |
| 4 Do Berar                                  | 5 Do Khaharan |             |
| 6 Ghal`eh Gardan                            | 7 Gorg        |             |
| 8 Kholeno                                   | 9 Mehr Chal   |             |
| 10 Mīšīneh Marg                             | 11 Naz        |             |
| 12 Shah Alborz                              | 13 Sīālān     |             |
| 14 Tochal                                   | 15 Varavašt   |             |
| Sông:                                       | 0             |             |
| 1 Alamūt                                    | 2 Chālūs      |             |
| 3 Do Hezār                                  | 4 Harāz       |             |
| 5 Jājrūd                                    | 6 Karaj       |             |
| 7 Kojūr                                     | 8 Lār         |             |
| 9 Nūr                                       | 10 Sardāb     |             |
| 11 Seh Hazār                                | 12 Shāh Rūd   |             |
| Thành phố:                                  | 1 Āmol        |             |
| 2 Chālūs                                    | 3 Karaj       |             |
| Khác:                                       | D Dīzīn       |             |
| E Emāmzādeh Hāšem                           | K Kandovān    |             |
| * Latīān Dam                                | ** Lār Dam    |             |